# Osbornellus reversus
Osbornellus reversus är en insektsart som beskrevs av Delong 1942. Osbornellus reversus ingår i släktet Osbornellus och familjen dvärgstritar. Inga underarter finns listade i Catalogue of Life.